# 정일중학교
정일중학교(井一中學校)는 대한민국 전북특별자치도 정읍시 공평동에 있는 공립 중학교이다.

## 학교 연혁
- 1982년 12월 29일 : 정일여자중학교 15학급 설립인가
- 1983년 3월 5일 : 개교 및 입학식
- 2022년 3월 1일 : 남녀공학 전환 및 정일중학교로 교명 변경
- 2023년 3월 1일 : 제17대 임미경 교장 부임
- 2024년 2월 8일 : 제39회 107명 졸업(총 7,760명 졸업)
- 2024년 3월 4일 : 입학식(84명 입학)

## 참고 자료
- 정일중학교 - 한국교육학술정보원 학교알리미